# Аптека Фридолина
Аптека Фридолина — историческое здание Саратова. Находится по адресу: Железнодорожная улица, № 50 / улица Слонова, № 15. Примечательно, что и во времена СССР и в настоящее время в здании располагается аптека.

## Описание
Фармацевту Г. Г. Фридолину принадлежало в Саратове сразу несколько аптек. Памятниками архитектуры регионального значения являются здания всего лишь двух из них: одно на углу ул. Сакко и Ванцетти, 64, и ул. Чапаева, 60, второй — на углу  ул. Железнодорожная, 50, и ул. Слонова, 15, в районе Драматического театра.